# Hans Nielsen (Bahnsportler)

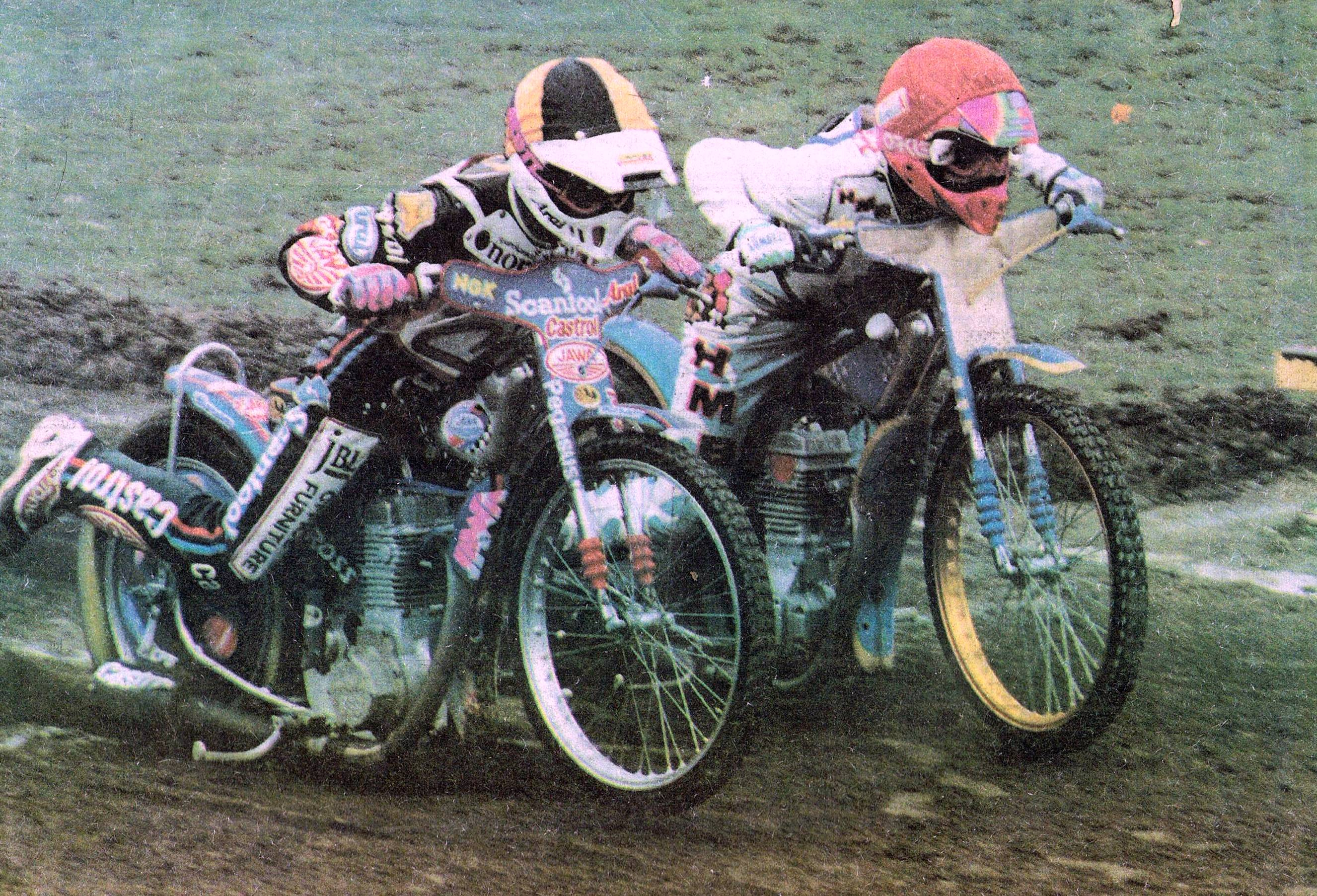
Hans Nielsen und Piotr Świst 1994 während eines Wettkampfes

Hans Nielsen (* 26. Dezember 1959 in Arentsminde, Dänemark) ist ein ehemaliger dänischer Speedwayfahrer. Er war ab den 1970er-Jahren aktiv und beendete 1999 seine aktive Karriere. Während seiner aktiven Zeit war er sehr erfolgreich. Er wurde viermal Einzelweltmeister und ist mit zwölf Medaillen der erfolgreichste Medaillensammler bei den Weltmeisterschaften. Insgesamt nahm er 22-mal an den Titelkämpfen teil. Zudem holte er sieben Weltmeistertitel im Speedway-Paarfahren. 2011 wurde Nielsen in die Hall of Fame des dänischen Sports aufgenommen.

## Erfolge

### Einzel
- Weltmeister: 1986, 1987, 1989, 1995
- 6 Grand-Prix Siege
- Dänische Meisterschaft: 1978, 1982, 1990, 1993, 1994

### Team
- Teamweltmeister: 1978, 1981, 1983, 1984, 1985, 1986, 1987, 1988, 1991, 1995, 1997
- Paarweltmeister: 1979, 1986, 1987, 1988, 1989, 1990, 1991
- britische Liga: 1985, 1986, 1988, 1991, 1995, 1997, 1999
- polnische Speedwayliga: 1985, 1986, 1987

| Personendaten    | Personendaten            |
| ---------------- | ------------------------ |
| NAME             | Nielsen, Hans            |
| KURZBESCHREIBUNG | dänischer Speedwayfahrer |
| GEBURTSDATUM     | 26. Dezember 1959        |
| GEBURTSORT       | Arentsminde, Dänemark    |